# Primăvara (film din 1947)
Primăvara (titlul original: în rusă Весна, transliterat: Vesna) este un film de comedie romantică sovietic, realizat în 1947 de regizorul Grigori Alexandrov, protagoniști fiind actorii Liubov Orlova, Nikolai Cerkasov, Faina Ranevskaia. Filmările au fost efectuate în Moscova și Studioul Barrandov din Cehoslovacia.

## Conținut
Regizorul Arkady Gromov se decide să facă un film despre viața oamenilor de știință, prezentându-i ca pustnici îndârjiți îndepărtați de viața reală, adânciți complet în cercetări. Regizorul se decide să ia drept model un om de știință real, Irina Nikitina, directoare la Institut. Pentru rolul lui "Nikitina", Gromov găsește că Vera Șatrova, o tânără actriță de operetă, este exact imaginea în oglindă a personajului său.
Nevrând să întrerupă activitatea sa la operetă, Șatrova se întâlnește cu Nikitina și îi propune să-i fie dublura pe platou. Astfel Nikitina merge prima dată să facă cunoștință cu regizorul Gromov și cu scenariul viitorului film despre oamenii de știință. Ea se opune vehement viziunii lui Gromov despre lumea științei și explică regizorului perspectiva eronată a acestuia. La rândul ei, Nikitina vede cât de complexă și ostenitoare este munca la filmări. Din cauza dublării, Nikitina și Șatrova ajung de multe ori în situații absurde dar în final totul se rezolvă cu bine.

## Distribuție
- Liubov Orlova – Prof. Irina Petrovna Nikitina / Vera Giorgievna Șatrova, actriță
- Nikolai Cerkasov – Arkadi Mikhailovici Gromov, director
- Nikolai Konovalov – Leonid Maksimovici Mukhin, director adjunct
- Faina Ranevskaia – Margarita Lvovna, menajera lui Nikitina
- Rostislav Pliatt – Vladimir Ivanovici Bubentsov, admiratorul lui Margarita Lvovna
- Tatiana Gurețkaia – Tatiana Ivanovna, director adjunct
- Mihail Sidorkin – Nikolai Semienovici Roșkin, jurnalist
- Vasili Zaicikov – Prof. Ivan Nikolaievici Melnikov
- Boris Petker – Akeki Abramovici, directorul teatrului de operetă
- Rina Zelionaia – visagista artiștilor
- Valentina Teleghina – un cercetător științific
- Arkadi Ținman – cercetător științific
- Mihail Troianovski – cercetător științific
- Alexei Valachin – un om de știință

## Premii și festivaluri
- 1947 La al 8-lea festival de la Veneția, Liubov Orlova a fost premiată cu Premiul special pentru cea mai bună actriță.
- 1947 Filmul a participat la Festivalul Internațional de Film de la Karlovy Vary
- 1948 Filmul a fost prezentat la Festivalul Internațional de Film de la Locarno.[1]